# Explanandum
Het explanandum (meervoud: explananda) of het 'te verklarene' (letterlijk: 'dat wat verklaard moet worden'), komt van het Latijnse werkwoord explanare, 'uitleggen, verklaren, betekenis verhelderen'. Het is de gebeurtenis, waarneming of expressie die dient uitgelegd te worden. Het explanandum is bij een geslaagde verklaring of argumentatie het resultaat van de conclusie uit het explanans, het verklarende.

## Gebruik
Hieronder enkele voorbeelden waarbij het begrip 'explanandum' gebruikt wordt:
- Uit de sociologie: "Volgens Gustav von Schmoller waren de psychologische kenmerken van individuele actoren explananda in plaats van een bepaald type persoonlijkheid als vooraf gegeven of als vertrekpunt van onderzoek te beschouwen".

- Uit de economie: "economische historici hebben maar één explanandum: economische groei

- Uit de fysica:

Explanans:
(L) elke keer, als een draad met sterkte r met een gewicht van minstens K belast wordt, scheurt hij.
(C1) dit is een draad met de sterkte r.
(C2) het aangehangen gewicht is minstens K.
Explanandum:
de draad scheurt.